# Monegrillo
Monegrillo est une commune d’Espagne, dans la province de Saragosse, communauté autonome d'Aragon comarque de Monegros.

## Histoire

### Personnalités
- Gabriel Faci Abad (1878-1932), photographe, né et mort à Monegrillo.
- Miguel Faci Abad (1876-1959), photographe, frère de Gabriel, né et mort à Monegrillo.